# Annona sericea
De boszuurzak (Annona sericea Dunal 1817)  is een struik of kleine boom tot 10 meter hoog.
De boom komt voor in Brazilië, Bolivia, Colombia, Venezuela en de Guiana's. Het is een boom van het regenwoud of soms ook op savanne.
De vrucht is eetbaar en wordt door de plaatselijke bevolking genuttigd. Het is een eivormige vrucht van 3,0 cm lang en 2,5 cm breed.